# RTS Info
RTS Info è un canale televisivo all-news svizzero edito da RTS, filiale di lingua francese della SRG SSR.
Nato il 26 dicembre 2006, è diffuso 24 ore su 24 attraverso Internet e in diverse fasce orarie su RTS 2 (solitamente durante la notte e il mattino). I contenuti sono ricavati dalla redazione della RTS per quanto riguarda la parte video e da Swiss TXT per quanto riguarda la parte testuale.

## Palinsesto
- Video recenti sull'attualità.
- Repliche dei telegiornali RTS delle 12:45, 18:55 e 19:30.
- Previsioni meteorologiche.
- Rassegne stampa dalle redazioni dei principali quotidiani della Svizzera romanda, riprese via webcam.
- Notizie d'attualità diffuse via testo.